# Mats Zuccarello
Mats André Zuccarello Aasen (Oslo, 1º settembre 1987) è un hockeista su ghiaccio norvegese professionista, di ruolo ala destra. Dalla stagione 2019-2020 gioca per i Minnesota Wild, squadra dell'NHL.